# Bolsa de Valores de Zagreb
A Bolsa de Valores de Zagreb ou ZSE (em em croata:  Zagrebačka burza pronúncia em servo-croata: [zǎːɡrebatʃkaː bûrza] ) é uma bolsa de valores localizada em Zagreb, Croácia. É a única bolsa de valores da Croácia. A bolsa negocia ações de empresas croatas, bem como títulos e letras comerciais.
A ZSE foi criada em 1991 como sucessora da "Bolsa de Valores de Zagreb para os bens e valores", que foi co-fundada por Samuel David Alexander em 1907. Em março de 2007, incorporou a VSE, formando um único mercado de capitais croata, líder na região por capitalização de mercado e volume de negócios. Em 31 de dezembro de 2016, a capitalização de mercado total da ZSE era de 232,4 bilhões de kn (€ 30,8 bilhão). 
A bolsa tem pregões pré-mercado das 09h00 às 10h00 e pregões normais das 10h00 às 16h00 em todos os dias da semana, exceto sábados, domingos e feriados previamente declarados pela bolsa. 
A Bolsa de Valores de Zagreb está localizada no arranha-céu Eurotower no cruzamento das ruas Vukovarska e Lučićeva.
A Bolsa de Valores de Zagreb é membro da Federação das Bolsas de Valores Euro-Asiáticas.
A Bolsa de Valores de Zagreb publica os seguintes índices:
- CROBEX, ações
- CROBIS, títulos

## CROBIS
CROBIS é o índice oficial de títulos da Bolsa de Valores de Zagreb. O índice atualmente acompanha dez títulos bulleted com taxas de juros fixas, cada um com um valor nominal mínimo de € 75 milhões e com uma taxa de vencimento de pelo menos 18 meses. As revisões do índice são realizadas quatro vezes por ano.